# Megaselia chaetorhoea
Megaselia chaetorhoea är en tvåvingeart som beskrevs av Rudolf Beyer 1966. Megaselia chaetorhoea ingår i släktet Megaselia och familjen puckelflugor.
Artens utbredningsområde är Filippinerna. Inga underarter finns listade i Catalogue of Life.